# 安妮·亞契
安妮·亞契（英語：Anne Archer，1947年8月24日—），美國女演員。知名於心理驚悚片《致命的吸引力》（1987年）中飾演的貝絲（Beth）一角，為此入圍奧斯卡金像獎、英國電影學院獎和金球獎最佳女配角。
其他著名作品如《陋巷風雲》（1978年）、《衝出地獄海》（1980年）、《愛國者遊戲》（1992年）、《銀色·性·男女》（1993年）、《迫切的危機》（1994年）和《最後晚安曲》（2014年）。

## 早期生活
安妮·亞契出生於加利福尼亞州洛杉磯，是演員約翰·亞契和瑪喬麗·洛德的女兒。她1968年畢業於加利福尼亚州克莱蒙特的皮澤學院。亞契的繼父是洛杉磯銀行家和慈善家哈利·沃克。

## 個人生活
亞契1969年與威廉·戴維斯（William Davis）結婚。他們有一個兒子湯米·戴維斯，出生於1972年8月18日。這對夫妻於1977年離婚。1979年與泰瑞·賈斯特羅（Terry Jastrow）結婚，育有一子傑佛瑞·塔克·賈斯特羅（Jeffrey Tucker Jastrow），出生於1984年10月18日。她原本是名基督科學教會教員，但她和她的丈夫自1975年以來一直是山達基教會的成員。
1982年至1986年間，她是應用教育協會的發言人，該組織是由山達基教會贊助的掃盲培訓組織。她的兒子湯米是洛杉磯山達基教會國際山達基名人中心的負責人。
1991年在《我們所做的選擇：二十五個女人和男人談論墮胎》一書中談到了她曾進行墮胎。

## 外部連結
- 安妮·亞契在互联网电影资料库（IMDb）上的資料（英文）
- 在AllMovie上安妮·亞契的頁面（英文）